# Brian Dennehy
Brian Dennehy, född 9 juli 1938 i Bridgeport, Connecticut, död 15 april 2020 i New Haven i Connecticut, var en amerikansk skådespelare.

## Biografi
Åren 1959–1963 tjänstgjorde Dennehy i USA:s marinkår. Han påstod att han tjänstgjort bland annat åtta månader i Vietnam, varifrån han sades ha återvänt med hjärnskakning och skador av granatsplitter.
Brian Dennehy hade olika arbeten, bland annat som bartender, innan han gjorde sin scendebut 1976 i New York. Dennehy medverkade i flera TV-filmer och fick sedan en del mindre roller i filmer som exempelvis Tjejen som visste för mycket (1978), vilket så småningom ledde till mer framträdande roller, som till exempel sheriffen som jagar Rambo i First Blood (1982), i Cocoon - djupets hemlighet (1985) och Romeo & Julia (1996).
Dennehy avled i hjärtstillestånd till följd av sepsis.

## Filmografi i urval
- 1977 – Bara tre kan leka så...
- 1977 – Kojak (TV-serie) (1 avsnitt)
- 1977 – M*A*S*H (TV-serie) (1 avsnitt)
- 1977 – Var finns Mr. Goodbar?
- 1978 – Dallas (TV-serie) (1 avsnitt)
- 1978 – F.I.S.T.
- 1978 – Tjejen som visste för mycket
- 1979 – Blåst på konfekten
- 1979 – Butch och Sundance, superhjältarna
- 1979 – Knots Landing (TV-serie) (1 avsnitt)
- 1981 – Dynastin (TV-serie) (5 avsnitt)
- 1982 – First Blood
- 1983 – Gorkijparken
- 1983 – Vargarnas land
- 1984 – Cagney och Lacey (TV-serie) (1 avsnitt)
- 1985 – Cocoon - djupets hemlighet
- 1985 – Silverado
- 1986 – En tavla för mycket
- 1986 – F/X - Dödlig effekt
- 1987 – Arkitektens mage
- 1987 – Miami Vice (TV-serie) (1 avsnitt)
- 1987 – Torpeden
- 1988 – Cocoon – återkomsten (okrediterad)
- 1990 – Misstänkt för mord
- 1991 – Stadens hämnd (TV-film)
- 1992 – Att fånga en mördare (TV-film i rollen som seriemördaren John Wayne Gacy)
- 1993 – Dödlig mardröm (TV-film)
- 1996 – Romeo & Julia
- 1998–2003 – Just Shoot Me! (TV-serie) (4 avsnitt)
- 2000 – En handelsresandes död (TV-film)
- 2000 – Fail Safe (TV-film)
- 2002 – A Season on the Brink (TV-film)
- 2005 – Assault on Precinct 13
- 2005 – Vita huset (TV-serie) (1 avsnitt)
- 2006 – The 4400 (TV-serie) (1 avsnitt)
- 2007 – Law & Order: Special Victims Unit (TV-serie) (1 avsnitt)
- 2007 – Marco Polo (TV-film)
- 2007 – Råttatouille (röstroll)
- 2008 – 30 Rock (TV-serie) (1 avsnitt)
- 2008 – Righteous Kill
- 2009 – Rules of Engagement (TV-serie) (1 avsnitt)
- 2010 – Rizzoli & Isles (TV-serie) (1 avsnitt)
- 2011 – The Big Year
- 2012 – The Good Wife (TV-serie) (2 avsnitt)
- 2013 – The Big C (TV-serie) (1 avsnitt)
- 2015 – Knight of Cups
- 2020 – Penny Dreadful: City of Angels (TV-serie) (1 avsnitt)

## Teater

### Roller
| År   | Roll                   | Produktion                                         | Regi        | Teater                        |
| ---- | ---------------------- | -------------------------------------------------- | ----------- | ----------------------------- |
| 2007 | Matthew Harrison Brady | Inherit the Wind Jerome Lawrence och Robert E. Lee | Doug Hughes | Lyceum Theatre, New York, USA |